# NGC 5991
NGC 5991 is een spiraalvormig sterrenstelsel in het sterrenbeeld Slang. Het hemelobject werd op 13 juni 1879 ontdekt door de Franse astronoom Édouard Jean-Marie Stephan.

## Synoniemen
- MCG 4-37-28
- ZWG 136.67
- NPM1G +24.0388
- PGC 55953